# Herrschaft Sulzbürg-Pyrbaum
Die Herrschaft Sulzbürg-Pyrbaum setzte sich zusammen aus dem Markt Pyrbaum als Mittelpunkt einer Enklave, die zusammen mit der Enklave Sulzbürg von 1353 bis 1740 die reichsunmittelbare Herrschaft der Wolfsteiner bildete und danach Kurbayern einverleibt wurde.

## Gebiet
Die Herrschaft Sulzbürg-Pyrbaum entspricht in etwa dem Gebiet der heutigen Oberpfälzer Gemeinde Mühlhausen und des Marktes Pyrbaum im Landkreis Neumarkt.
1740 umfasste diese Reichsherrschaft zwei Hochgerichtsbezirke, den einen um Sulzbürg und mit dem Hauptort Mühlhausen im Sulztal, den anderen um Pyrbaum, nordwestlich von Neumarkt und an den Nürnberger Reichswald stoßend, sowie zahlreiche grundherrschaftliche Rechte in benachbarten Territorien.

## Geschichte

### Erwerb durch die Herren von Wolfstein
Die Vermählung Albrecht I. von Wolfstein mit einer Frau aus dem vormals mächtigen fränkischen Reichsministerialengeschlecht Rindsmaul brachte ihm die Herrschaft Pyrbaum ein. Gemeinsam mit seinen Neffen, den Brüdern Albrecht II. und Gottfried IV., hatte er 1350 die im 13. Jahrhundert durch einen Vorfahren an den Deutschen Orden abgetretene Stammburg Sulzbürg zurückgekauft. Albrecht V. von Wolfstein wirkte am Ende des Mittelalters als Truchsess in Diensten Kaiser Maximilians I. (reg. 1486–1519, Kaiser seit 1508). 1522 wurden er und die Söhne seines verstorbenen Bruders Wilhelm II. von König Karl V. (reg. 1519–1556, Kaiser seit 1530) zu erblichen Reichsfreiherren erhoben.

### Die Reichsherrschaft
Für die Herrschaft Sulzbürg konnte Albrecht I. erreichen, dass durch Karl IV. 1353 die Reichsunmittelbarkeit verliehen wurde. Unter seinen Erben teilte sich das Geschlecht in zwei Linien, die sich auch den Stammsitz, die Burg Wolfstein, teilten. Im Jahre 1414 wurde beiden Linien durch kaiserliches Privileg die hohe Gerichtsbarkeit bestätigt. Auch wenn die Herren von Wolfstein ihr Reichslehen Wolfstein nach dem Tod des Hans von Wolfstein 1462 verloren, konnten sie im 15. und 16. Jahrhundert erfolgreich den reichsunmittelbaren Status ihrer Herrschaft Sulzbürg-Pyrbaum wahren. Kaiser Karl V. erhob 1522 Albrecht von Wolfstein auf seiner freieigenen Herrschaft Ober-Sulzbürg in den Reichsfreiherrenstand. 1561 wurde von den Wolfsteinern in ihrer Herrschaft die Reformation im Sinne des Luthertums eingeführt. 1673 verlieh Kaiser Leopold I. dem Freiherren Albrecht Friedrich den Reichsgrafenstand. Die Wolfsteiner besaßen damit die Reichsstandschaft und waren Mitglieder im fränkischen Reichsgrafenkollegium mit Sitz und Stimme auf den Reichstagen.

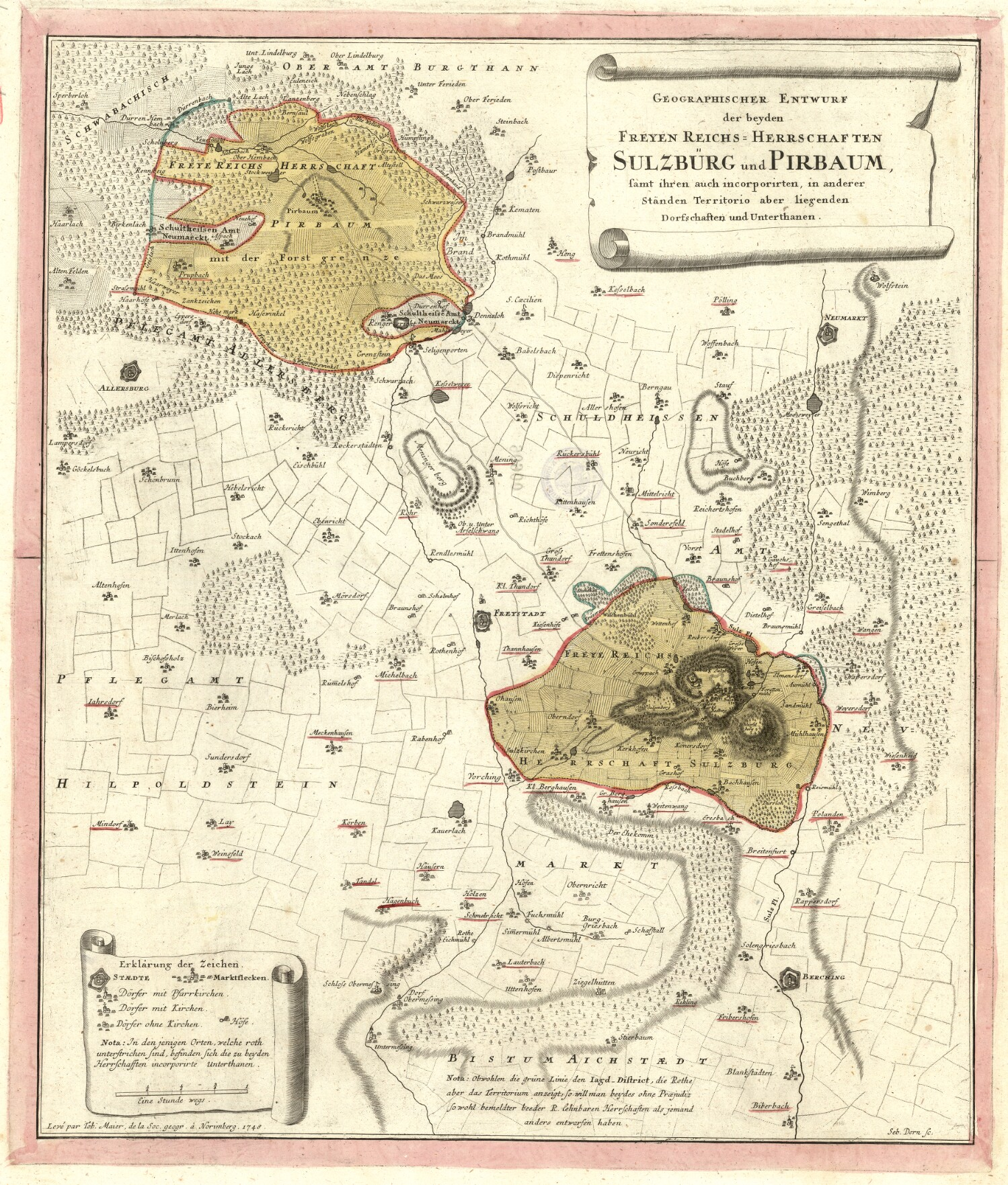
Karte Sulzbürg - Pyrbaum 1748

### Übertragung der Herrschaft an Kurfürst Karl Albrecht
Nachdem die jüngere Linie der Wolfsteiner bereits ausgestorben war, war mit dem Tod von Christian Albrecht am 27. April 1740 das Geschlecht der Wolfsteiner im Mannesstamm erloschen. Die als „evangelisches Landl“ bezeichnete Herrschaft Sulzbürg-Pyrbaum wurde anschließend von Kaiser Karl VI. dem bayerischen Kurfürsten Karl Albrecht aus dem Hause Wittelsbach verliehen.
Die Vermengung des Lehensbesitzes mit einigen freieigenen Güter, wie zum Beispiel das Schloss Obersulzbürg, führte zu einem fast drei Jahrzehnte lang währenden Rechtsstreit zwischen Kurbayern und den Erben Christian Albrechts, den Fürsten von Hohenlohe und den Reichsgrafen von Giech, der am Ende mit einer Entschädigungszahlung endete.
Nach dem Tod des Kurfürsten Max Joseph III. Ende 1777 wurde die Herrschaft vom Kaiser eingezogen und vorübergehend einem Kommissar unterstellt. 1779 erwarben die Grafen Fugger von Zinnenberg die Grafschaft Wolfstein, wobei die Gerichtsbarkeit jedoch der kurfürstlichen Regierung in Amberg übertragen wurde. Kurfürst Max Joseph IV. machte 1799 aus der Herrschaft ein oberpfälzisches Amt, das er der Landesdirektion in Amberg unterstellte.

## Religion
Im Jahre 1561 wurde in der Pfarrei Sulzbürg die Reformation eingeleitet und im Laufe von gut 20 Jahren zur Vollendung gebracht. Nach dem Ende des Dreißigjährigen Krieges fanden zahlreiche Glaubensflüchtlinge vor allem aus Oberösterreich in der Herrschaft Sulzbürg eine neue Heimat. Die Herrschaft Sulzbürg-Pyrbaum war somit neben den beiden Grafschaften Ortenburg in Niederbayern und Haag in Oberbayern eines der wenigen Gebiete in Kurbayern, in denen evangelische Christen nach ihrem Glaubensbekenntnis leben konnten, bevor im jungen Königreich Bayern jeder Untertan frei in seiner Religionsausübung geworden ist. Nachdem die Herrschaft bayerisch geworden war, versuchte der neue Landesherr, die neuen – evangelischen – Untertanen „katholisch (zu) machen“. Nach Maßgabe des Westfälischen Friedens war das aber nicht mehr durch Anordnung oder Druck, gar bei Widerstand mit Androhung des Landesverweises, möglich. Der neue Landesherr ließ im Dorf Sulzbürg eine katholische Kirche erbauen und setzte dort zwei Kapuziner ein, die aber nicht sonderlich erfolgreich mit dieser Art der Gegenreformation waren. So blieb das „Sulzbürger Landl“, wie auch die Gegend um Pyrbaum bis zum Zuzug katholischer Flüchtlinge aus den polnisch und russisch gewordenen Ostgebieten des Deutschen Reiches sowie der aus den deutschen Siedlungsgebieten in Ost- und Südosteuropa nach dem Zweiten Weltkrieg Vertriebenen überwiegend evangelisch. Fünf kleine Dorfkirchen im „Landl“ erinnern noch heute daran, dass fast alle Bewohner dieses Landstriches einstmals ein anderes Glaubensbekenntnis als die Bewohner der benachbarten Herrschaften hatten.
Eine weitere Besonderheit des Gebietes war, dass im Dorf Sulzbürg seit der frühen Neuzeit bis ins 19. Jahrhundert, als auch Juden frei in ihrer Religionsausübung geworden waren und sich überdies überall frei niederlassen konnten, zahlreiche Juden leben konnten. Ihnen war sogar gestattet, eine Synagoge und dazugehörende Kulträume zu errichten und ihre Toten am Rande ihres Wohnbereiches in einem eigenen Friedhof zu bestatten. Durch Wegzug und Auswanderung lebten zu Beginn der Herrschaft der Nationalsozialisten im Jahre 1933 nur noch 16 Juden in Sulzbürg. Sie wurden entweder zur Auswanderung gezwungen oder wurden in Vernichtungslagern im Osten gemordet. Zwei evangelische Kirchen – Schlosskirche und Marktkirche –, weiterhin die katholische Kirche und schließlich der einstige Judenfriedhof zeugen noch heute davon, dass auch in kurbayerischer Zeit Untertanen verschiedener Glaubensbekenntnisse friedlich miteinander leben konnten.

## Wappen
Das Wappen des Geschlechts Wolfstein, das die Herrschaft Sulzbürg-Pyrbaum über Jahrhunderte innehatte, zeigt in Gold (oder Silber) zwei übereinander liegende, rote Leoparden, der obere schreitend und der untere steigend. Ein eigenes Wappen der Herrschaft Sulzbürg-Pyrbaum ist derzeit nicht bekannt. Womöglich enthielt es eine Kombination aus dem Wappen des Gerichts zu Pyrbaum und dem der Wolfsteiner.

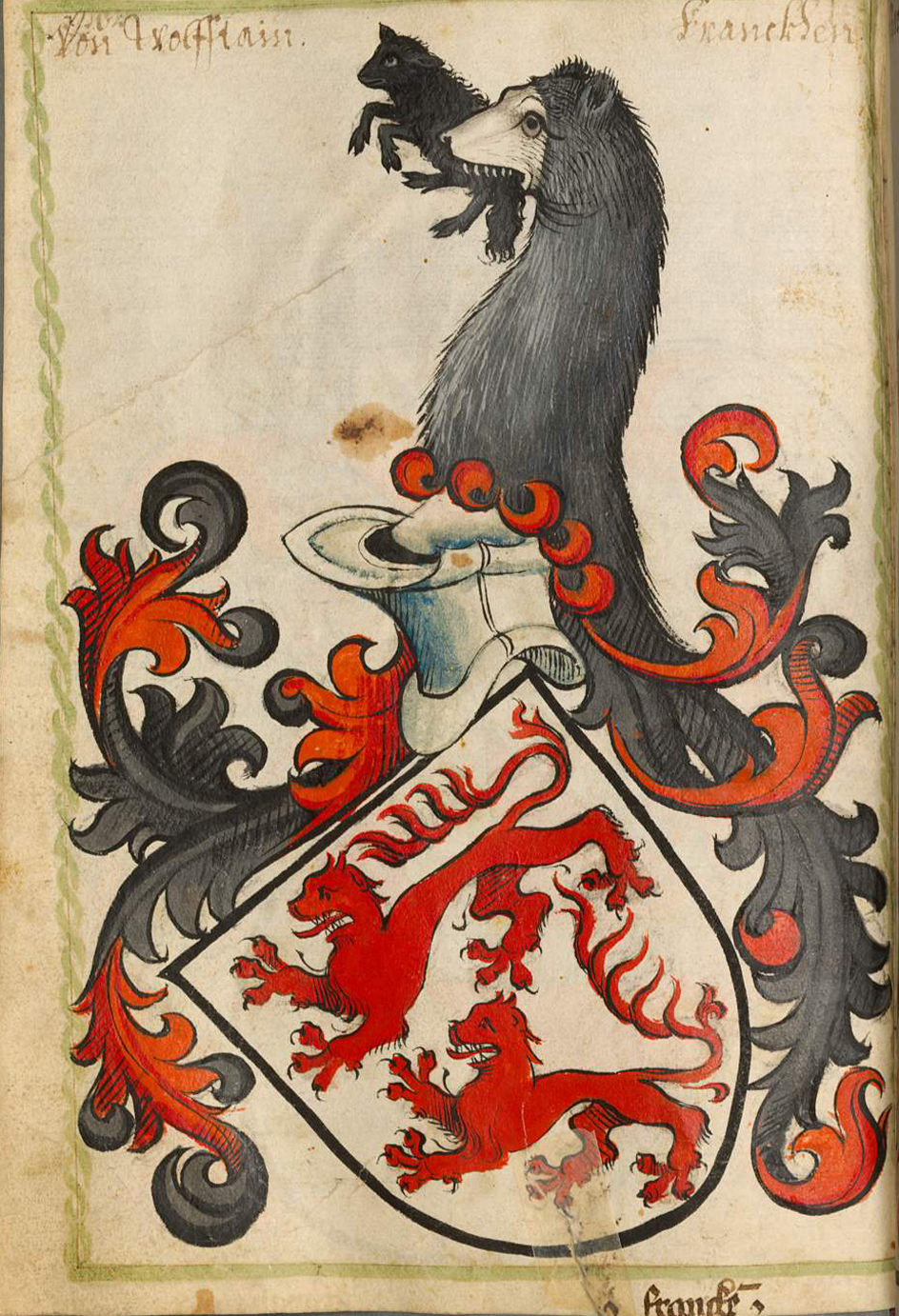
Wappen des Geschlechts Wolfstein aus dem Scheiblerschen Wappenbuch
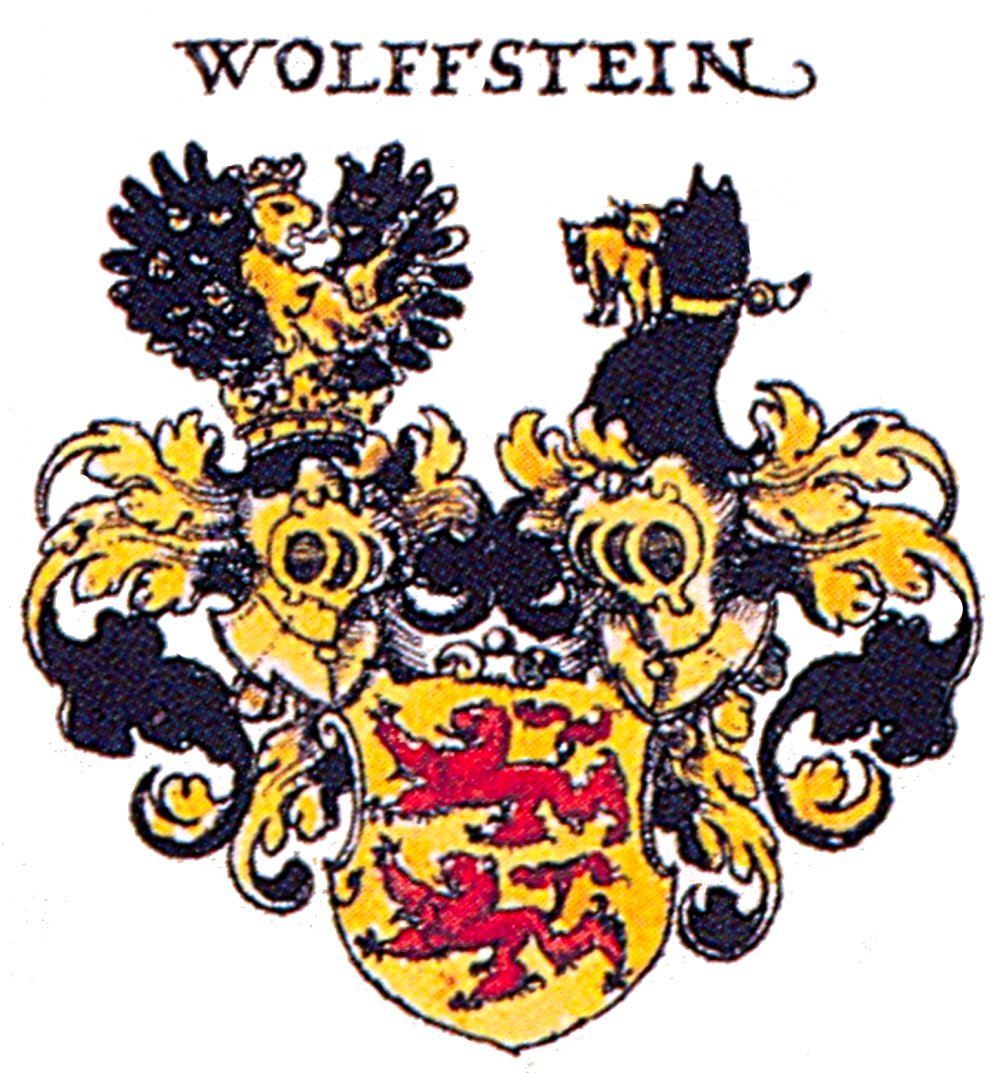
Wappen derer von Wolfstein nach Siebmachers Wappenbuch 1605
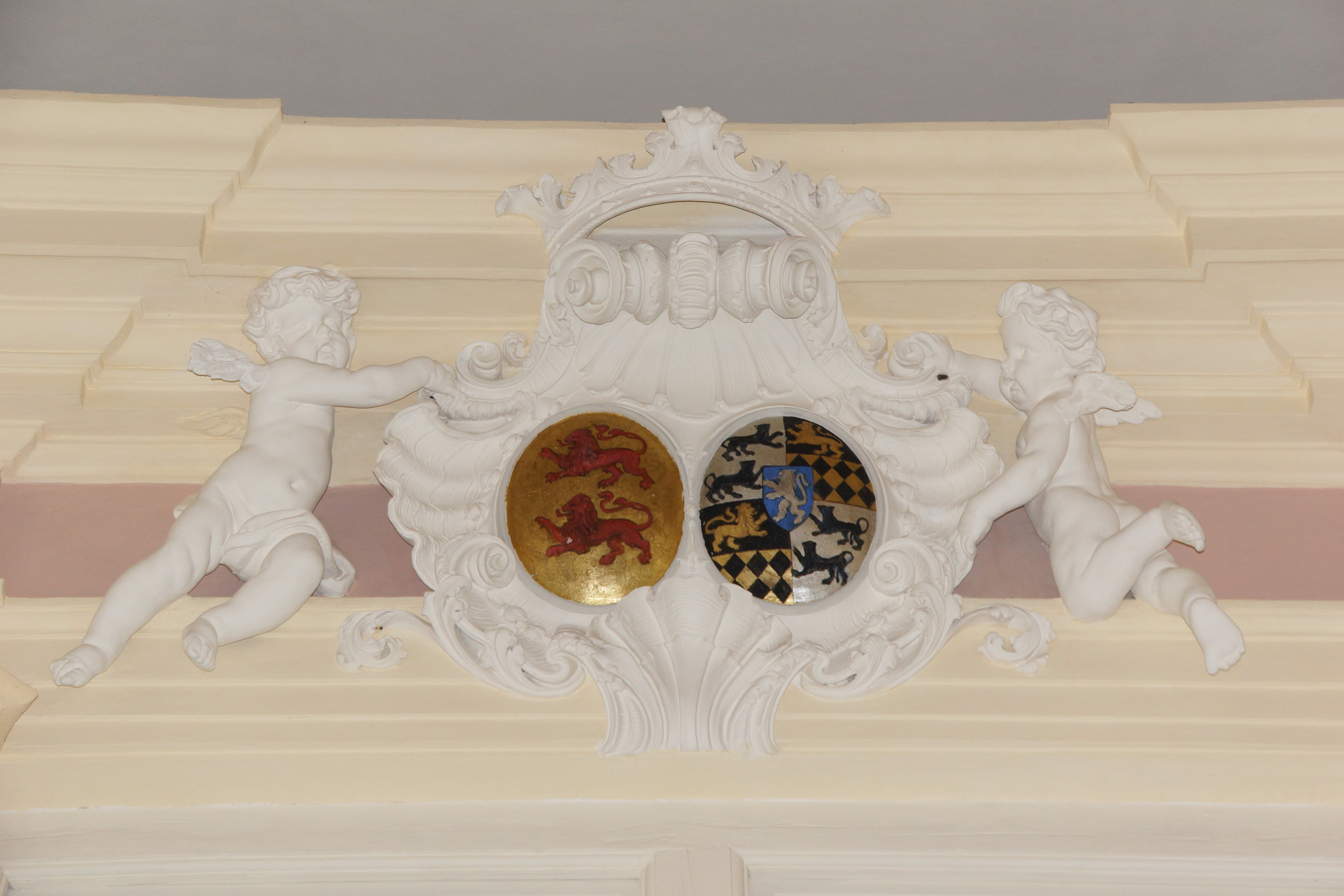
Das Allianzwappen Wolfstein-Hohenlohe des Christian Albrecht, letzten Wolfsteiners, Herrn zu Sulzbürg-Pyrbaum[8] und Großvaters mütterlicherseits von Christian Friedrich Karl zu Hohenlohe-Kirchberg im Innenraum der Schlosskirche Sulzbürg
Wappen von Pyrbaum seit 1527[1]